# 丹航空1008號班機空難
丹航空1008號班機是丹航空一班的來回曼徹斯特至特內里費島航班，1980年4月25日，一架波音727-46客機墜毀於特內里費島森林，造成146名乘客死亡。这是继1977年特內里費空難之后，特內里費北部機場发生的又一起致命空难。

## 航机资料
失事客机是一架波音727-46，生产序列号为19279，生产线编号288，1966年首飞并交付给日本航空，在日本的注册编号为JA8318。1974年8月，丹航空从东亚国内航空购入该机。
截至事发前，该机累计飞行时间为30,622小时。
這架飛機由Dan Air Services Ltd營運，是一架波音727-46（製造商/製造商序號：19279，線路號：288，註冊號 G-BDAN [3]），於 1966 年首次飛行。 2] Dan -Air在1974年8月購買了這架飛機。
事故發生時，機身已累計使用30,600小時。
機長是 50 歲的阿瑟·約翰·惠蘭 (Arthur John Whelan)，此前他已飛往特內裡費北機場 58 次。他的飛行時間為 15,299 小時，其中駕駛波音727 的時間為 1,912 小時。他擁有 3,492 小時的飛行時間，其中包括 1,618 小時的波音727 飛行時間。他有 3,340 小時的飛行時間，但報告中並未提及他在波音727 的經歷。33 歲的副駕駛 Michael Firth，工作時間約 3,500 小時以及 33 歲的飛行工程師雷蒙德凱裡 (Raymond Carey)。由 5 名空服員組成的團隊使乘客總數達到 146 人。

## 事故經過
1008航班是從英國曼徹斯特機場飛往西班牙加納利群島特內里費北部機場的包機航班。該航班緊隨一架速度較慢的西班牙國家航空螺旋槳飛機飛行。該航班距離VOR / DME信標“TFN”14 海裡（26 公里；16 英里），在到達“TFN”後被批准前往無線電信標“FP”進近 12 號跑道。Dan-Air 1008最初處於飛行高度(FL) 110（約 11,000 英尺（3,400 m）），隨後獲準下降至 FL 60（約 6,000 英尺（1,800 m））。機組人員報告上空“TFN”，並被要求加入“FP”信標上的非標準等待模式。這種等待航線並不是公開的程序，機組人員也沒有相應的海圖，但該指令被接受了。事實上，飛機並沒有飛越「FP」上空，而是飛向信標以南，並稱為「進入貨艙」。大約一分鐘後，他們被允許下降到 5,000 英尺（1,500 m）的高度。
儘管機長表示要按照西班牙航空管制員的指示進入貨艙，但他實際上將飛機向左轉向東南方向進入一個高地區域，那裡的最低安全高度為14,500英尺（ 4,400 公尺）。當飛機下降到 5,000 英尺（1,500 m）時，地面迫近警告系統啟動，機組人員迅速反應並開始爬升。引擎全速運轉後，飛機向右急轉，並於當地時間 13 點 21 分 15 秒撞上了埃斯佩蘭薩山。:1
飛機撞山時正在雲中飛行。撞擊導致飛機完全解體，機上所有人全部遇難，並留下一條 350 m（1,150 英尺）長的碎片痕跡。:13~15

## 丹航空 1008上的 飛行紀錄器
GPWS（近地警告系統):*呼呼呼*拉起！
機長:好吧，超標了。
GPWS:*呼呼呼*拉起！
機長:他叫我們爬高。
GPWS:*呼呼呼*拉起！
副機長:是啊。
GPWS:*呼呼呼*拉起！
GPWS:*呼呼呼*拉起！
GPWS:*呼呼呼*拉起！
機長:注意我的 EPRS。
副機長:我建議你使用航向122。
副機長:它會帶我們離開超標。
飛行工程師:我們離開這裡吧
。
機長到空管:呃... 丹航空1008。
飛行工程師:注意角度...
飛行工程師:角度！
碰撞聲	*撞擊聲*
錄音結束

## 原因和調查
西班牙官方調查得出的結論是，事故原因是機長沒有考慮飛行高度，將飛機駕駛到地勢較高的區域，從而未能保持安全高度。地形。英國對該報告的附錄發現，空中交通管制部門對未公開的等待發出的遲緩且含糊的指示直接導致了飛機指揮官的迷失方向。4  : 30 附錄也發現，飛機所指向的未公開航跡需要急轉彎才能飛行。這些實際上是無法飛行的，因此即使沒有Dan-Air 1008 造成的導航錯誤:31，飛機也不可避免地要進入高地區域。此外，附錄發現 5,000 英尺的定向高度(1,500 m) 對於該等待航線來說是不夠的，進入等待航線的最低高度應為8,000 英尺(2,400 m)（航線本身的最低高度為7,000 英尺(2,100 m)），主管當局提前計算了最低安全高度。附錄的結論是，如果飛機沒有在 7,000 英尺（2,100 m）以下的高度上空，事故就不會發生。
:30

## 曼徹斯特南部公墓的紀念碑
曼徹斯特南部公墓的一座紀念碑是為了紀念這場災難的受害者，他們的名字被刻在一個小草圍場內的一系列石碑上。此外，在陶羅公園（特內裡費島拉克魯斯港）的諸聖教堂旁邊還有一個紀念花園，因為降落航班的乘客是當地聖公會教區的成員。

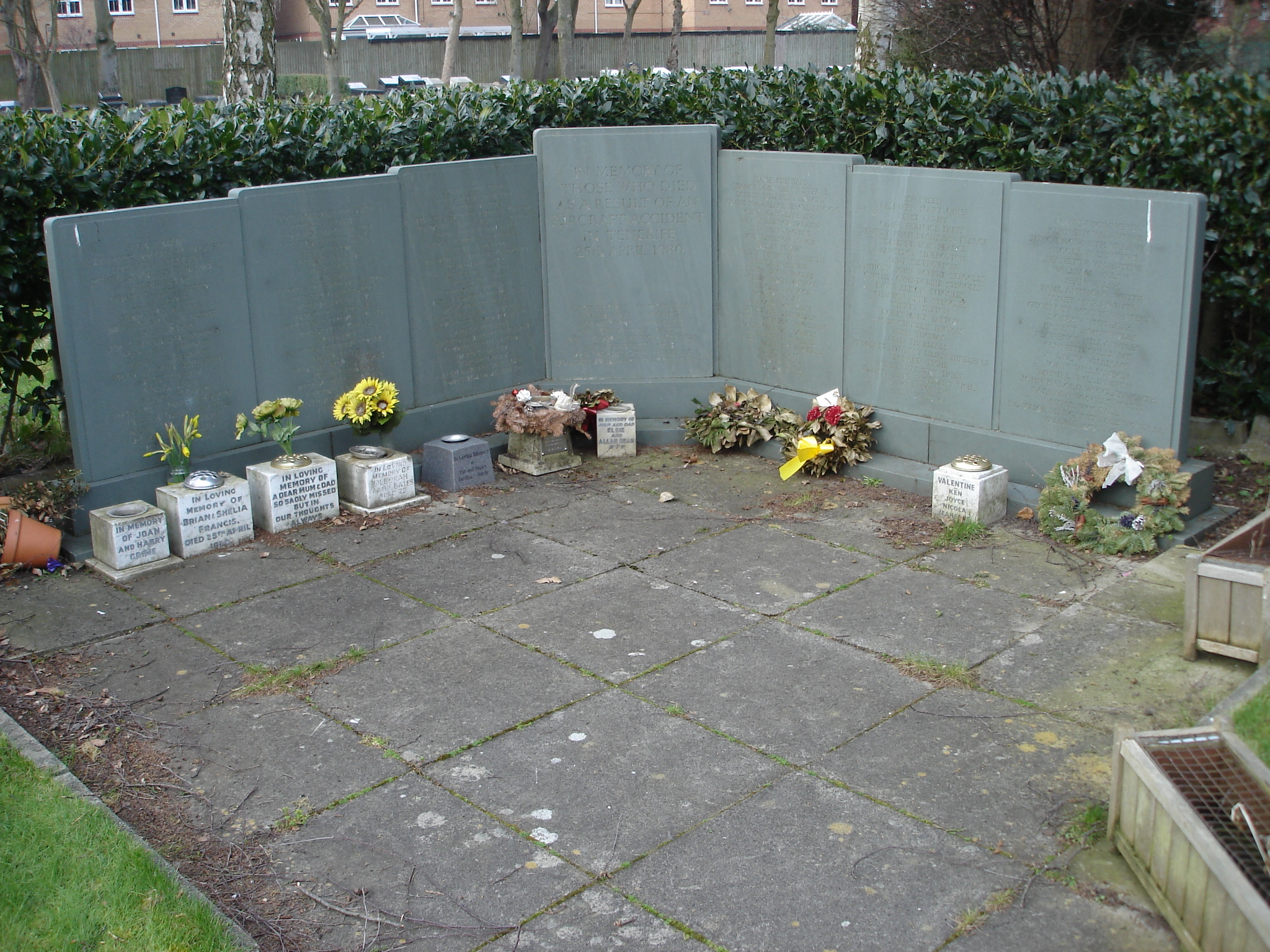
紀念這場災難的受害者的紀念碑